# Clara Emond
Pour les articles homonymes, voir Emond.
Clara Emond, née le 5 février 1997, est une coureuse cycliste canadienne.

## Biographie
Clara Emond naît le 5 février 1997,. Dans sa jeunesse, elle participe à des compétitions de ski alpin, mais abandonne ce sport en raison de blessures et du début de ses études. Elle étudie le droit à l'Université Laval,, et durant cette période elle se tourne vers le triathlon. Lorsque les compétitions s'arrêtent à cause de la pandémie de covid-19, elle se concentre davantage sur le cyclisme.  Encouragée par de bons résultats lors de sa première course, le Grand Prix de Charlevoix, elle participe aux championnats canadiens en 2021 et termine huitième, tant sur la course en ligne que dans le contre-la-montre individuel. Elle obtient un contrat avec l'équipe franco-canadienne Emotional.fr-Tornatech-GSC Blagnac pour 2022 et s'installe en France. Avec sa huitième place sur La Périgord Ladies, elle entre pour la première fois dans le top dix d'une course du calendrier international.
Elle intègre l'équipe Arkéa en janvier 2023,,, ce qui lui permet de disputer des courses d’un niveau plus élevé. Lors de sa première course pour Arkéa, le Tour d'Estrémadure féminin, elle termine deuxième de la dernière étape et du classement général derrière Megan Armitage. Elle remporte également le classement de la montagne. Plus tard cette année-là, elle participe  au Tour de France Femmes, terminant à la 23e place du classement général final. En fin de saison, toujours sur La Périgord Ladies, elle monte pour la première fois sur le podium d'une course d'un jour avec une troisième place.
Pour 2024, Émond signe un contrat avec l'équipe nouvellement créée EF Education-Cannondale. Au printemps, elle termine troisième du classement général du Trofeo Ponente in Rosa. Lors du Tour d'Espagne féminin, elle chute et se casse le coude. Elle doit faire une pause de plusieurs semaines. Le 10 juillet, elle signe sa première victoire professionnelle en remportant la 4e étape du Tour d'Italie, après avoir lâché les autres échappées.

## Palmarès sur route
- 2023
  - 2e du Tour d'Estrémadure
  - 3e de La Périgord Ladies
- 2024
  - 4e étape du Tour d'Italie
  - 3e du Trofeo Ponente in Rosa

### Résultats sur les grands tours

#### Tour d'Italie
1 participation :
- 2024 : abandon (7e étape), vainqueure de la 4e étape

#### Tour de France
2 participations :
- 2023 : 23e
- 2024 : non-partante (4e étape)

#### Tour d'Espagne
1 participation :
- 2024 : non-partante (3e étape)

### Classements mondiaux
| Année                                 | 2021 | 2022  | 2023 | 2024 |
| ------------------------------------- | ---- | ----- | ---- | ---- |
| Classement UCI                        | 732e | 1155e | 320e | 300e |
| UCI World Tour                        | nc   | nc    | 208e | 138e |
|                                       |      |       |      |      |
| Légende : nc = non classéSource : UCI |      |       |      |      |